# Glypta wisconsinensis
Glypta wisconsinensis là một loài tò vò trong họ Ichneumonidae.